# II. općinska nogometna liga Slavonski Brod 1984./85.
II. općinska nogometna liga Slavonski Brod ("Druga općinska nogometna liga Slavonski Brod") za sezonu 1984./85. je bila liga sedmog stupnja nogometnog prvenstva Jugoslavije. 

Liga je igrana u dvije skupine:
- "Istok" – 12 klubova, prvak "Slavonac" iz Gornje Bebrine
- "Zapad" – 12 klubova, prvak "Mladost" iz Sibinja

## Istok
Ljestvica
| mj. | klub                     | ut. | pob. | ner. | por. | gol+ | gol- | bod |
| --- | ------------------------ | --- | ---- | ---- | ---- | ---- | ---- | --- |
| 1.  | Slavonac Gornja Bebrina  | 22  | 18   | 1    | 3    | 66   | 26   | 37  |
| 2.  | Mladost Donja Bebrina    | 22  | 15   | 5    | 2    | 77   | 22   | 35  |
| 3.  | Radnički Sapci           | 22  | 11   | 6    | 5    | 52   | 49   | 28  |
| 4.  | Gardun Garčin            | 22  | 8    | 7    | 7    | 43   | 42   | 23  |
| 5.  | Slaven Trnjani           | 22  | 9    | 4    | 9    | 55   | 43   | 22  |
| 6.  | Sloga Jaruge             | 22  | 8    | 5    | 9    | 48   | 53   | 21  |
| 7.  | Slavonac Stari Pekovci   | 22  | 8    | 5    | 9    | 30   | 41   | 21  |
| 8.  | Dilj Klokočevik          | 22  | 6    | 7    | 9    | 37   | 49   | 19  |
| 9.  | Sava Svilaj              | 22  | 5    | 8    | 9    | 42   | 45   | 18  |
| 10. | VSK Donja Vrba           | 22  | 6    | 5    | 11   | 23   | 51   | 17  |
| 11. | Graničar Slavonski Šamac | 22  | 5    | 4    | 13   | 29   | 46   | 14  |
| 12. | Zadrugar Oprisavci       | 22  | 2    | 5    | 15   | 24   | 64   | 9   |

Rezultatska križaljka
| kratica | klub                     | DILJ | GAR | GRA | MLA | RAD | SAVA | SLAVE | SLAVOGB | SLAVOSP | SLOJ | VSK | ZAD |
| --- | ------------------------ | ---- | --- | --- | --- | --- | ---- | ----- | ------- | ------- | ---- | --- | --- |
| DILJ | Dilj Klokočevik          |      |     |     |     |     |      |       |         |         |      |     |     |
| GAR | Gardun Garčin            |      |     |     |     |     |      |       |         |         |      |     |     |
| GRA | Graničar Slavonski Šamac |      |     |     |     |     |      |       |         |         |      |     |     |
| MLA | Mladost Donja Bebrina    |      |     |     |     |     |      |       |         |         |      |     |     |
| RAD | Radnički Sapci           |      |     |     |     |     |      |       |         |         |      |     |     |
| SAVA | Sava Svilaj              |      |     |     |     |     |      |       |         |         |      |     |     |
| SLAVE | Slaven Trnjani           |      |     |     |     |     |      |       |         |         |      |     |     |
| SLAVOGB | Slavonac Gornja Bebrina  |      |     |     |     |     |      |       |         |         |      |     |     |
| SLAVOSP | Slavonac Stari Pekovci   |      |     |     |     |     |      |       |         |         |      |     |     |
| SLOJ | Sloga Jaruge             |      |     |     |     |     |      |       |         |         |      |     |     |
| VSK | VSK Donja Vrba           |      |     |     |     |     |      |       |         |         |      |     |     |
| ZAD | Zadrugar Oprisavci       |      |     |     |     |     |      |       |         |         |      |     |     |
| |                          |      |     |     |     |     |      |       |         |         |      |     |     |
| podebljan rezultat - utakmice od 1. do 11. kola (1. utakmica između klubova) rezultat normalne debljine - utakmice od 12. do 22. kola (2. utakmica između klubova) rezultat nakošen - nije vidljiv redoslijed odigravanja međusobnih utakmica iz dostupnih izvora rezultat smanjen * - iz dostupnih izvora nije uočljiv domaćin susreta prekrižen rezultat - poništena ili brisana utakmica p - utakmica prekinuta 3:0 p.f. / 0:3 p.f. - rezultat 3:0 bez borbe |                          |      |     |     |     |     |      |       |         |         |      |     |     |

 Izvori: 

## Zapad
Ljestvica
| mj. | klub                        | ut. | pob. | ner. | por. | gol+ | gol- | bod |
| --- | --------------------------- | --- | ---- | ---- | ---- | ---- | ---- | --- |
| 1.  | Mladost Sibinj              | 22  | 18   | 1    | 3    | 73   | 13   | 37  |
| 2.  | Sava Slavonski Brod         | 22  | 11   | 8    | 3    | 46   | 23   | 30  |
| 3.  | Gaj Zbjeg                   | 22  | 10   | 7    | 5    | 49   | 42   | 27  |
| 4.  | Vinogorac Brodsko Vinogorje | 22  | 9    | 5    | 8    | 44   | 34   | 23  |
| 5.  | Posavac Kaniža              | 22  |      |      |      | 31   | 25   | 23  |
| 6.  | BONK Bebrina                | 22  | 10   | 3    | 9    | 36   | 45   | 23  |
| 7.  | Polet Stari Slatinik        | 22  | 9    | 4    | 9    | 38   | 35   | 22  |
| 8.  | Slavonac Slavonski Kobaš    | 22  | 8    | 6    | 8    | 33   | 41   | 22  |
| 9.  | Graničar Stupnički Kuti     | 22  | 4    | 9    | 9    | 24   | 37   | 17  |
| 10. | ASK Gornji Andrijevci       | 22  | 7    | 3    | 12   | 24   | 43   | 17  |
| 11. | Mladost Banovci             | 22  | 6    | 3    | 13   | 32   | 53   | 15  |
| 12. | Mladost Malino              | 22  | 4    | 2    | 16   | 31   | 69   | 10  |

Rezultatska križaljka
| kratica | klub                        | ASK | BONK | GAJ | GRA | MLAB | MLAM | MLAS | POL | POS | SAVA | SLA | VIN |
| --- | --------------------------- | --- | ---- | --- | --- | ---- | ---- | ---- | --- | --- | ---- | --- | --- |
| ASK | ASK Gornji Andrijevci       |     |      |     |     |      |      |      |     |     |      |     |     |
| BONK | BONK Bebrina                |     |      |     |     |      |      |      |     |     |      |     |     |
| GAJ | Gaj Zbjeg                   |     |      |     |     |      |      |      |     |     |      |     |     |
| GRA | Graničar Stupnički Kuti     |     |      |     |     |      |      |      |     |     |      |     |     |
| MLAB | Mladost Banovci             |     |      |     |     |      |      |      |     |     |      |     |     |
| MLAM | Mladost Malino              |     |      |     |     |      |      |      |     |     |      |     |     |
| MLAS | Mladost Sibinj              |     |      |     |     |      |      |      |     |     |      |     |     |
| POL | Polet Stari Slatinik        |     |      |     |     |      |      |      |     |     |      |     |     |
| POS | Posavac Kaniža              |     |      |     |     |      |      |      |     |     |      |     |     |
| SAVA | Sava Slavonski Brod         |     |      |     |     |      |      |      |     |     |      |     |     |
| SLA | Slavonac Slavonski Kobaš    |     |      |     |     |      |      |      |     |     |      |     |     |
| VIN | Vinogorac Brodsko Vinogorje |     |      |     |     |      |      |      |     |     |      |     |     |
| |                             |     |      |     |     |      |      |      |     |     |      |     |     |
| podebljan rezultat - utakmice od 1. do 11. kola (1. utakmica između klubova) rezultat normalne debljine - utakmice od 12. do 22. kola (2. utakmica između klubova) rezultat nakošen - nije vidljiv redoslijed odigravanja međusobnih utakmica iz dostupnih izvora rezultat smanjen * - iz dostupnih izvora nije uočljiv domaćin susreta prekrižen rezultat - poništena ili brisana utakmica p - utakmica prekinuta 3:0 p.f. / 0:3 p.f. - rezultat 3:0 bez borbe |                             |     |      |     |     |      |      |      |     |     |      |     |     |

 Izvori: 